# Aimer (film, 1968)
Pour les articles homonymes, voir Aimer.
Pour plus de détails, voir Fiche technique et Distribution.
Aimer (en russe : Любить…) est un film à sketches soviétique réalisé par Mikhaïl Kalik et Inna Toumanian en 1968,. Le scénario, mêlant le genre documentaire et la fiction, s'inspire des récits de Iouri Kazakov, Ion Druță Mikhaïl Kalik, Avenir Zak (ru), Issaï Kouznetsov et Vladimir Sapojnikov. C'est une succession de quatre histoires non liées entre elles.
Chaque épisode commence avec une introduction tirée du Cantique des Cantiques. Ils sont entrecoupés par les interviews où réflexions sur l'amour partagent de simples passants dans la rue et le prédicateur Alexandre Men alors inconnu des médias.
Le film est censuré, les coupures sont réalisées sans accord de ses auteurs et sa projection est limitée. Il est finalement retiré de la distribution en été 1969. Il sera restauré par Mikhaïl Kalik en 1990.

## Synopsis
Premier épisode. Une soirée dans un appartement réunit quelques jeunes gens. Pendant que ses amis dansent, l'un des invités reste penché sur son livre. Soudain la musique s'interrompt et fait place à un enregistrement d'une conversation où une femme déclare son amour à un homme. Les convives s'arrêtent de danser et se regroupent, tout ouïe, autour du magnétophone.
Second épisode. Par une soirée d'hiver dans les rues de Leningrad, Sergueï rentre chez lui après avoir accompagné sa petite amie. Près du Cavalier de bronze s'ouvre à lui une vision fantastique d'une femme dansant dans le blizzard. Quand la vision se dissipe le jeune homme monte dans un tramway et tombe sur une femme-contrôleur de tickets en pleurs. Cette dernière s'appelle Ania. Elle raconte à Sergueï que son homme l'a abandonnée après l'avoir persuadée d'avorter.
Troisième épisode. Dans une gare de Moscou un homme tente de persuader sa campagne à rester encore quelques jours avec lui, en évoquant d'éventuelles retrouvailles plus tard dans le Nord, là où elle s'apprête à retourner. La femme cède et le couple part en quête d'un endroit pour passer un moment ensemble. Mais tous les hôtels s'avèrent complets et même dans une cage d'escalier où ils se réfugient en dernier recours ils se font surprendre. Après avoir fait un tour à la campagne ils reviennent à la gare au petit matin. Il n'est plus question des projets d'avenir. L'homme fait ses adieux et la femme le regarde s'éloigner.
Quatrième épisode. Mirtcha un jeune paysan moldave rentre au village avec un chargement de foin. Sur le chemin, il découvre la belle Noutsa qui visiblement l'attendait à cet endroit. Après une nuit d'ébats les jeunes gens continuent la route ensemble quand près de la maison de Mirtcha son père découvre Noutsa à l'arrière de la charrette. Mirtcha la présente alors comme sa fiancée. L'histoire se termine par un mariage traditionnel moldave.

## Fiche technique
- Réalisation : Mikhaïl Kalik et Inna Toumanian
- Scénario : Mikhaïl Kalik
- Musique originale : Mikaël Tariverdiev
- Paroles de chansons : Evgueni Evtouchenko
- Photographie : Dmitri Motorny, Arkadi Koltsaty (ru)
- Décors : Sergueï Boulgakov, A. Roman
- Société de production : Goskino
- Pays : Union soviétique
- Langue de tournage : russe
- Format : noir et blanc
- Année de sortie : 1968

## Distribution
1er épisode
- Alekseï Eibojenko (ru) : jeune homme en soirée
- Marianna Vertinskaïa : jeune femme en soirée
- Igor Kvacha : Igor, jeune homme en soirée
- Ekaterina Vassilieva : amie d'Igor
- Andreï Mironov : jeune homme en soirée
- Anastasia Voznessenskaïa (ru) : jeune fille au globe
- Valentin Nikouline : invité solitaire
- Valentina Karavaïeva (ru) : voix sur l'enregistrement

2e épisode
- Sergueï Gourzo (ru) : Sergueï
- Natalia Tchetverikova : Vera, petite amie de Sergueï
- Alissa Freindlich : Ania

3e épisode
- Svetlana Svetlitchnaïa : fille du nord
- Lev Krougly (ru) : moscovite
- Elizaveta Nikichtchikhina (ru) : cantonnier
- Naoum Kavounovski : réceptionniste d'hôtel

4e épisode
- Antonina Lefti (ru) : Noutsa
- George Chvitki : Mirtcha
- Mikhaïl Badikianou : Morarou

documentaire
- Tatiana Jouravliova (ru) :